# 지부티-암불리 국제공항

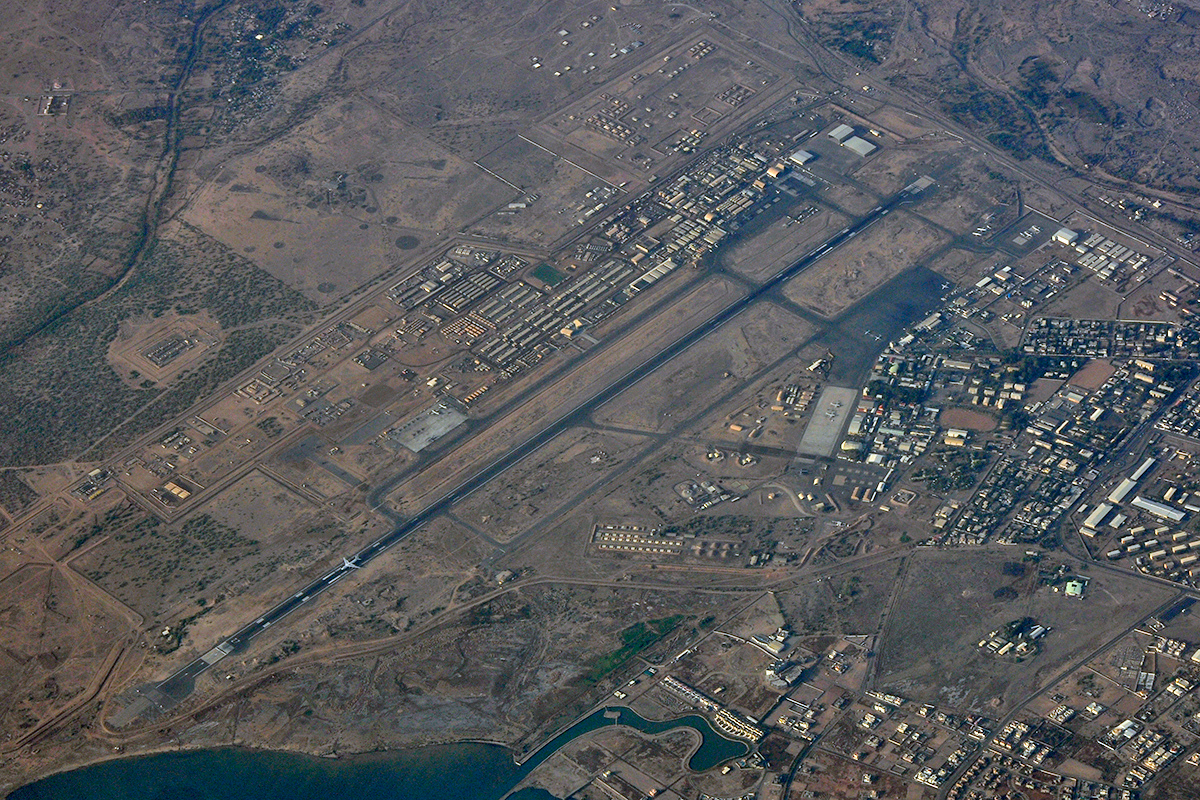

지부티-암불리 국제공항(Djibouti–Ambouli International Airport, IATA: JIB, ICAO: HDAM)은 지부티에 위치한 민간/군용 공항이다. 도시 중심부로부터 약 6킬로미터 지점에 위치해 있다. 10제곱 킬로미터 면적을 차지한다.
1948년 개항하였다.